# محمية الحياة البرية

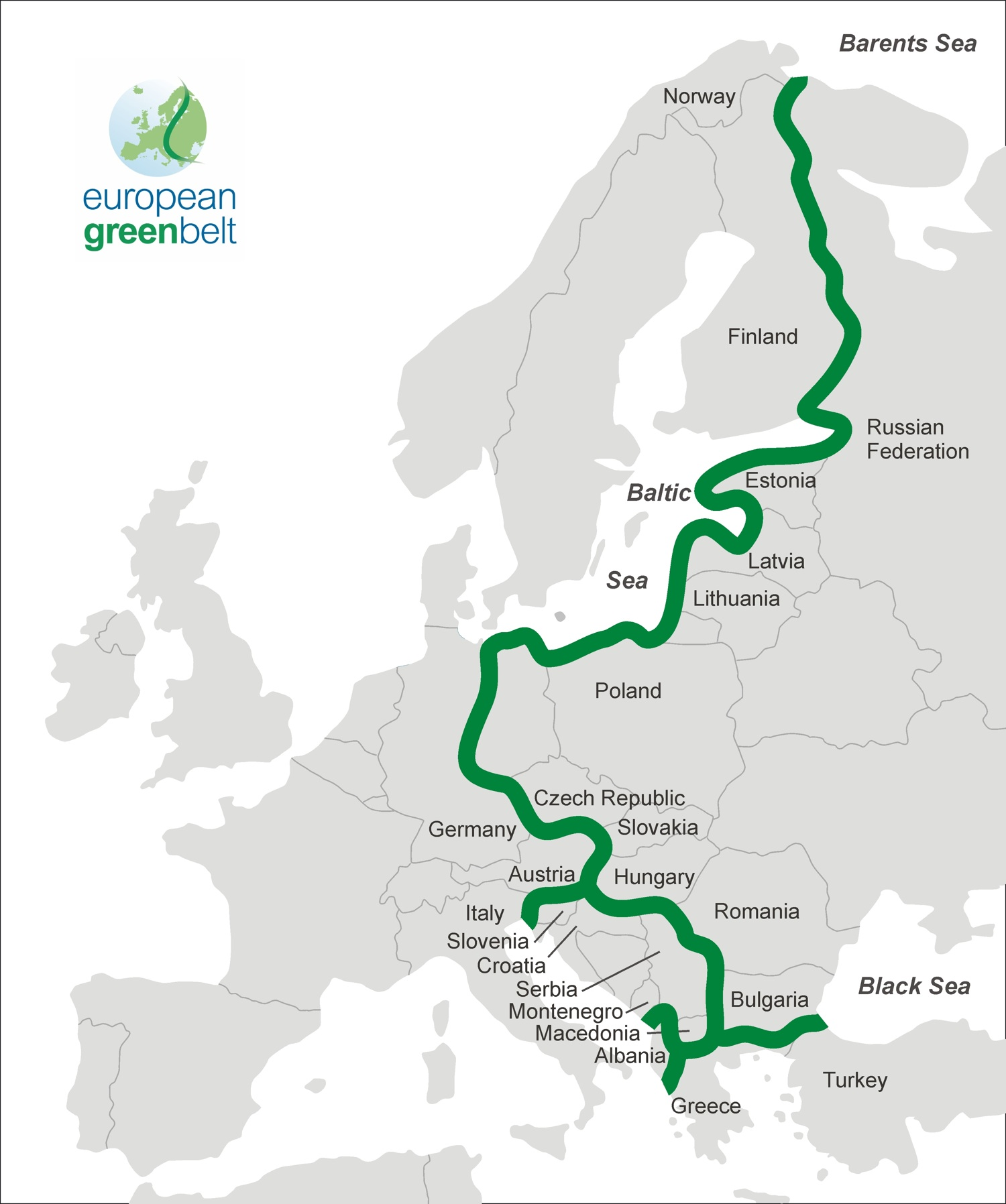

محمية الحياة البرية أو المسكن الطبيعي أو الأراضي الخضراء هي عبارة عن مسكن طبيعي يربط مواطن الحياة البرية التي  قامت النشاطات الأنسانية والمباني (كالطرق والتنمية وقطع الأشجار) بفصلها عنها. وهذا يسمح بانتقال الكائنات بين مختلف المواطن وهو ماقد يمنع الأثار السلبية لزواج الكائنات التي تنتمي إلى نفس الفصيلة وقلة التنوع الجيني (عن طريق خلل جيني) التي عادة ما تحدث في تلك المواطن المعزولة. وقد تساعد هذه المحميات أيضا في تسهيل عملية إعادة تأهيل مواطن للحياة البرية من جديد بعد أن قامت حوادث عشوائية (كالحرائق والامراض) بالحد منها والقضاء عليها. 
ومن المحتمل ان  تقوم بتحسين بعض أسواء اثار تجزئة المساكن الطبيعية والتي قامت صور التمدن بفصلها مسببة بذلك  فقدان الحيوانات لمسكنهم الطبيعي وقدرتهم في التنقل بين المناطق للاستفادة من جميع المصادر التي يحتاجونها للبقاء على قيد الحياة. تعد تجزئة المساكن الطبيعية التي تسببت بها التنمية البشرية من أكثر مهددات التنوع البيولوجي وتعد المحميات لتلك المساكن هي الحل الممكن لتلك التهديدات.
المحتويات
1الهدف
2المستخدمين
3 الأنواع
4 التكاليف
5 استخدام الرصد
6 التصميم
7 الأمثلة 7.1 المحميات الرئيسية للحياة البرية
8 التقييم 8.1 السلبيات
8.2 الايجابيات
9 انظر أيضا
10 المزيدة من القرأة
11 المراجع
12 وصلات خارجية  
الهدف 
الهدف الرئيسي من اقامة هذه المحميات هو زيادة التنوع البيولوجي. فعندما يهدم تدخل الإنسان هذه المناطق، يصبح عدد هذه المواطن غير مستقر وتتعرض أنواع كثيره من الحيوانات والنباتات للخطر. وعن طريق إعادة ربط الاجزاء المتفرقة، فان نسبة تردد هذه المواطن ينقص تدريجيا. ويمكن أن تساهم هذه المحميات من خلال ثلاثة عوامل باستقرار مواطن الحياة البرية:
الاستعمار—تستطيع الحيوانات الانتقال إلى مناطق جديده والاستيطان فيها عندما يكون هناك نقص في المصادر الغذائية وغيرها من المصادر الطبيعية في مسكنهم الاصلي.
الهجرة—يمكن للمخلوقات التي تقوم بالتنقل موسميا أن تفعل ذلك بأمان وفعالية أكبر عندما لا يتعارض الأمر مع حواجز التنمية البشرية.
التهجين—تستطيع الحيوانات أن تجد لها زوجا جديدا في المناطق المجاورة مما يزيد من التنوع الجيني والذي بدوره يؤثر ايجايا على الموطن ككل. 
بالرغم من أن الاعتقادات وراء اقامة مثل هذه المحميات هي أنها ستزيد من التنوع البيولوجي ولكن لم تجرى العديد من البحوث للوصول لقرار صارم بذلك. فالغرض من بناء هذه المحميات هو غرض مبني على الحدس أكثر  من كونه مبني على دلائل تجريبية (تويكسبيري ايت 2002). ولابد من الأخذ بعين الاعتبار عاملا اخر الا وهو نوع المخلوقات التي من أجلها أقيمت هذه المحميات. حيث تتجاوب بعض المخلوقات بايجابية عنما يتم وضعها في محميات أكثر من غيرها.  
 تشير الخريطة إلى مساحة الطرق والتي تقدر بقطعة أرض مساحتها 100كيلومتر مربع لكل دولة.
تعتبر محمية المسكن الطبيعي الحل الممكن للمنطقة حيث أثر تدمير المناطق الطبيعية بشكل كبير على مخلوقاتها المحلية. حيث تؤدي صور التنمية كالطرق والمباني والمزارع إلى عرقلة نمو النباتات ومعيشة الحيوانات في المنطقة التي تم تدميرها. بالإضافة إلى ذلك، تؤدي الكوارث الطبيعية كحرائق الغابات والفيضانات إلى اراغام الحيوانات على النزوح. فاذا لم يرتبط المسكن الطبيعي بأخرأكثر امنا  فسيؤدي ذلك إلى هلاكه. يسمى الجزء المتبقي من المسكن الطبيعي بالبقايا وتحتاج مثل هذه الأجزاء أن تكون مرتبطة لأنه كلما قلت نسبة الهجرة زادت في المقابل نسبة الأنقراض (فلوري 1997).
خريطة توضح كمية الطرق لكل 100 كليومتر مربع من مساحة الأرض لكل دولة
خريطة توضح كمية الطرق لكل 100 كليومتر مربع من مساحة الأرض لكل دولة
يمكن إقامة المحميات في منطقتين مختلفتين تماماً: فإما أن تقام على المياه أو على اليابسة. تسمى المحميات المائية بأشرطة المشاطئة وهي عادةً ماتأتي على هيئة أنهار وسيول. أما بالنسبة لمحميات الأراضي اليابسة فهي تأتي على نطاق واسع كما تقوم ممرات التشجير الكبير بربط مناطق أكبر من الغابات. ويمكن أن تكون هذه المحميات ببساطة  هي خط التشجير الموجود بجانب رصيف المشاة (فلوري1997). تسهل مثل هذه المناطق حركة الحيوانات الصغيرة وبالأخص تنقل الطيور من شجرة إلى أخرى لحين إجادهم مسكناً آمناً لإقامة عش فيه.لا تساعد هذه المحميات فقط في تسهيل حركة الحيوانات فهي أيضاً تعد منظراً جمالياً مما يشجع المجتمع في بعض الأخيان على تقبلها ودعمها. 
المستخدمون
يمكن تصنيف الفصائل إلى فصيلة واحده من أصل  مجموعتين هما: مستخدمو الممرات وساكنو المحميات. يسكن مستخدمو الممرات المحميات لفترة قصيرة. وتستغل هذه الحيوانات المحميات في أوقات معينة في السنة كالهجرة الموسمية والمرحلة الانفصالية والتنقل بين أجزاء المساكن واسعة المدى. في الغالب تعد الحيوانات أكلة الأعشاب كبيرة  الحجم وأكلة اللحوم المتوسطة إلى الكبيرة والفصائل المهاجرة من مستخدمي الممرات (بيرير& ليو 1992). يوجد مفهوم واحد خاطئ عن المحميات وهو أنها لا بد أن تكون واسعة بما فيه الكفاية لكي يعبر خلالها مستخدمي الممرات. والأصح هو أنها لابد أن تكون واسعة بما فيه الكفاية لتكون آمنة وتشجع الحيوانات على الاستفادة منها حتى إن لم يعيشوا بقية حياتهم فيها.
أما بالنسبة لساكني المحميات فهم يقومون بالسكن في الممرات في أي مكان لمدة قد تبلغ عدة أيام إلى عدة سنوات. ويمكن لمخلوقات أخرى كالنباتات والزواحف والبرمائيات والطيور والحشرات والثديات الصغيرة قضاء بقية حياتها في المساكن الطبيعية ذات الامتداد الطولي. وفي هذه الحالة لابد أن تشمل المحمية على كل شئ تحتاجه هذه المخلوقات للعيش والتكاثر مثل التربة للإنجاب ومناطق للاختباء والعديد من المخلوقات البالغة لتقوم بالتربية (بيرير& ليو1992). 
الأنواع 
تصنف المحميات وفقاً لإتساعها. فعادةً كلما كانت المحمية أوسع كلما زادت استفادة المخلوقات منها. كما أن نسبة العرض والطول بالإضافة إلى التصميم والجودة قد تلعب دوراً مهما في خلق محمية مثالية (فلوري1997). إذا تم إنشاء المحمية على نحو سليم فإن ذلك سيؤدي إلى تقليل معاناة حافة الأرض من الأثار الجانبية للأعشاب الضارة والحيوانات المفترسة والمواد الكيميائية. هناك ثلاث أقسام للمحميات وفقاً لإتساعها وهي كالأتي:
إقليمية - سعتها تساوي (500م) تقوم بربط المنحدرات البيئية الكبرى كمسارات الهجرة.
مادون الإقليمية - سعتها تساوي (300م) تقوم بربط ملامح الأراضي الزراعية الكبيرة كالسلاسل الجبيلية وأراضي الاودية.
محلية - سعتها تساوي (50م) تقوم بربط المساحات المتبقية من الأودية والأراضي الرطبة والسلاسل الجبلية وغيرها.
ويمكن أن تقسم المحميات أيضاً وفقاً  لإستمراريتها. فالمحميات المستمرة هي تلك  الممرات التي لايمكن فصلها في حين أن المحميات التي تحيط بها «الحجارة التي يتم الوقوف عليها» هي عبارة عن بقع صغيرة من المسكن الطبيعي الملائم. فعندما يتم ترتيب هذه الحجارة في خط مستقيم فإنها تشكل حداً لأرض تربط بين منطقتين تماماً كما تفعل المحميات المستمرة. فيقوم كلا النوعين بالربط بين المناطق الأساسية للمحمية وتحفيز المخلوقات أو السماح لهم بالهجرة.
وأخيراً يمكن للمحميات أن تكون على هيئة أنفاق أو جسور مما يجعلها آمنة جداً لكل من الحيوانات والأنسان. بالأضافة إلى أن هناك الكثير من الطرق السريعة المزدحمة التي تمر عبر مساكن طبيعية تسكنها مخلوقات محلية. تشكل الحيوانات الكبيرة كالغزلان خطراً عند مرورها من أمام حركة السير وتعرضها للإصطدام. تعد محميات الجسور أو الأنفاق كالجسر الذي يسهل حركة الحيوانات في عبور الطريق المزدحم. أظهرت الملاحظات أن محميات الانفاق أكثر نجاحاً من محميات الجسور لأن الحيوانات تردد في كثير من الأوقات عبور الجسر أمام حركة السير وتفضل العبور بالخفاء (دول ايتال 2003).   
 التكاليف
قد تكون المحميات مكلفة في التخطيط والتنفيذ. فعلى سبيل المثال، قال دانيل سيمبرلوف ايتال:" أنه سيكلف الجسر الذي من شأنه الحفاظ على محميات المشاطئة 13 ضعف ماقد يكلفه كل ميل من الطريق الذي يقطع المحمية. وأضاف قائلاً: ستكون صيانة المحمية أكثر كلفةً من إيواء المخلوقات المهددة بالانقراض. سيكون نقل الحيوانات بين الملاجئ أكثر سهولةً من شراء أرض وإقامة محمية عليها والحفاظ على تلك المحمية. ولكن الهدف هو ليس فقط الحفاظ على القيل من الحيوانات الكبيرة بل حماية التنوع البيولجي في جميع النباتات والحيوانات لذلك تعد محميات المسكن الطبيعي الخيار الوحيد. وستكون المحميات مكلفة على أية حال ولكن ذلك يعتمد على النوع والموقع والحجم التي قد تختلف  جميعها إلى درجة كبيرة. ومع عدم وجود بيانات ميدانية  على فعالية التكلفة  فإن الكثير من الوكالات ليست على إستعداد للنظر في وضع محميات.
تسمح مثل هذه الجسور باستمرار حركة المرور من أجل راحة البشر في حين أنها تسمح بمرور مخلوقات الحياة البرية من مكان لأخر من تحتها دون أذى.
استخدام الرصد
 قد لايعكس انطباع هذا القسم أو أسلوبه الانطباع الموسوعي المستخدم في ويكيبيديا. أنظر دليل ويكيبيديا لكتابة مقالات أفضل للحصول على اقتراحات. (مارس2008) (تعلم كيف ومتى تزيل نموذج هذه الرسالة).
 إنه من المهم جداً أن يهتم الباحثون بتغيرات التعداد السكاني في الحيوانات بعد تنفيذ المحميات للتأكد بأنه لا يوجد أي آثار ضارة. فيمكن لهم أن يستخدموا كلاً من تقنيات علامة إعادة فحص العينات وتقييم الإنتاج الجيني ليتمكنوا من مراقبة كم محمية تم إستخدامها. يكون وضع العلامات وإعادة فحص عينات الحيوانات أكثر فائدة عند مراقبة حركة الأفراد عن كثب (متش & هيلت 2001). المشكلة الوحيدة هي أن وضع علامات على الحيوانات ومراقبتهم لا توضح ما إذا نجحت الأفراد المهاجرة بالتزاوج مع غيرهم من السكان في مناطق متصلة من الأرض. ومن جهة أخرى يمكن للتقنيات الجينية أن تكون أكثر فعالية في تقييم الهجرة وأنماط التزواج.
فإحدى أهم أهداف تطوير المحمية هو زيادة معدل الهجرة في أنواع معينة من الحيوانات. وعن طريق النظر إلى الإنتاج الجيني للسكان فإنه بمقدور الباحثين فهم العواقب الجينية للمحميات (متش & هيلت 2001). إن أنماط الهجرة للسكان جميعهم تفوق أهمية تنقل عدد قليل من الأفراد. ومن خلال هذه التقنيات سيكون بمقدور الباحثين فهم ما إذا كانت محميات المسكن الطبيعي تزيد من التنوع البيولجي أو لا بطريقة أفضل.
قام كلاً من سيفين متش وجيمس هيلت بوضع سبب إضافي للفائدة الكبيرة للتقنيات الجينية فهي "تقيس متوسط معدلات الهجرة على مر الزمان والتي بدورها تكشف آثار التجزئة للعديد من الأجيال وهي أيضاً ليست دقيقة في قياس أحجام  السكان الحاليين كدقة علامة إعادة فحص العينات. وعلى سبيل المثال، عندما يكون التعداد السكاني قليل جداً فإن استخدام علامة إعادة فحص العينات  يكون شبه مستحيل. ويتضح لنا أن التحليل الجيني هو أفضل طريقة لتحديد ما إذا كانت الحيوانات بالفعل تستخدم المحميات للتنقل والتكاثر. 
التصميم
وفقاً لبحث جديد إن أفضل طريقة لبناء محميات للحياة البرية هي استخدام درجة معينة من العشوائية أو عدم التماثل بلاً من  أن تبنى بطريقة متناظرة. تم إجراء هذا البحث في جامعة كاليفورنيا، دافيس. تعد محميات الحياة البرية عرضةً لآثار الحافة فإنه غالباً ما تكون طبيعة المسكن الطبيعي مع طول حافة جزء المسكن أخفض بكثير من مناطق  المسكن الطبيعي الأساسية. فهذة المحميات مهمة للأنواع الكبيرة التي تتطلب نطاقات كبيرة الحجم إلا أنها حيوية أيضاً  لكونها  محميات إتصال للحيوانات والنباتات الصغيرة  بالإضافة إلى كونها موصلات بيئية  لما لها من  أثر إنقاذي. 
الأمثلة
تحقق إقامة المحميات سلامة كلاً من الحيوانات والإنسان. فعلى سبيل المثال، الغزلان عادةً ما تعبر الطرق من أجل الوصول للأرضي الرعوية الأخرى. فعندما تواجهم سيارة قادمة باتجاههم  يتوقفون عن الحركة مما يعرض كلاً من حياتهم وحياة  الإنسان للخطر. في  مقاطعة ألبرتا في كندا إقيمت محميات الجسور لإبقاء الحيوانات بعيدة عن  الطريق السريع المزدحم وتعتبر المنطقة جزء من الحديقة الوطنية فالكثير من الخلوقات المختلفة تجوب في المنطقة. وأعلى الجسر مغطى بنفس عشب المنطقة مما يجعله يندمج بطريقة أفضل وبالتي لن تتمكن الحيوانات من معرفة الفرق. ووضعت البوابات أيضاً على جانبي الجسر لتساعد في إرشاد الحيوانات للإتجاه الصحيح (سميرد 2007).
وفي جنوب ولاية كاليفورنيا تم مراقبة 15 جسراً وقنوات صرف لمعرفة عدد الحيوانات التي تقوم بإستخدامهم كمحميات. وقد أثبتت فعاليتها خصوصاً على الفصائل واسعة النطاق كالحيوانات أكلة اللحوم والغزلان والثديات الصغيرة والزواحف بالرغم من أن هذه المحميات لم تكن مقصودة تحديداً من أجل الحيوانات. وعلم الباحثون أيضاً  أنه قد تلعب عوامل كمحيط المسكن الطبيعي وأبعاد الأنفاق والنشاط البشري دوراً في عدد المرات التي تم إستخدامهم فيها. وقد تم تعلم الكثير من هذه التجربة فيما يتعلق بماهية تشكيل محميات طبيعية ناجحة  (دول ايتال2003).
وفي جنوب ولاية كارولينا تم رصد خمسة مناطق متبقية من الأراضي فوضعت واحدة منهم في الوسط وأربعة كانوا محيطين بها. وبعد ذلك تم إقامة محمية بين واحدة من هذه البقايا ومنطقة الوسط. وكان ضعفين إلى أربعة أضعاف الفراشات التي وضعت في المسكن الطبيعي في منطقة الوسط أكثر عرضة للانتقال إلى المناطق المتبقية المرتبطة بدلاً من تلك المنفصلة. علاوة على ذلك، إرتفعت نسبة إنتاج ذكور نباتات البهشية التي تم وضعها في منطقة الوسط وإناث نباتات البهشية التي تم وضعها في المنطقة المرتبطة إلى 70 بالمئة من إنتاج البذور مقارنة بالنباتات التي توجد في المنطقة المنفصلة. وكان الانتثار الأكثر اذهالاً في المنطقة المتصلة من خلال فضلات الطيور. فكانت الكثير من بذور النباتات تنتثر من خلال فضلات الطيور في المحمية المتصلة بقطعة الأرض (م.2002).
وكانت هناك آثار إيجابية أيضاً على معدلات النقل والتهجين في سكان فأر الحقل. وتمت مقارنة  التحكم بالسكان والتي حصرت فئران الحقل بمساكنهم الأساسية من غير محمية بمعاملة السكان في مساكنهم الأساسية مع الممرات التي يمكنهم إستخدامها للذهاب إلى مناطق أخرى. عادةً كانت تبقى الإناث وتتزاوج مع سكانهم المؤسسون إلا أن معدل التنقل عبر المحميات كان مرتفع جداً عند الذكور. فالباحثون غير متأكدون من سبب عدم انتقال الإناث  إلى هذا الحد إلا أنه من الواضح أن المحمية نقلت بفعالية على الأقل بعض الفصائل إلى موقع أخر للتكاثر (آرس 1999).
في عام 2001, تم ترميم محمية للذئاب من خلال  مضمار لعبة الجولف في حديقة جاسبير الوطنية في مقاطعة ألبرتا والتي مكنت الذئاب من العبور عن طريق المضمار. وبعد هذا الترميم إستطاعت الذئاب العبور بكثرة من خلال المحميات. وهذا يعد إحدى أول الإثباتات على أن الحيوانات البرية قامت باستخدام المحميات والتي يمكن أن تكون فعالة في تقليل التجزئة. وتم انتقاد دراسات سابقة لفشلها في إثبات أن ترميم المحمية يؤدي إلى تغير في تصرفات الحيوانات البرية. فمحميات الأفيال هي عبارة عن  ممرات ضيقة في الأرض والتي تسمح للأفيال بالتنقل من مسكن طبيعي واحد إلى آخرى. يوجد في الهند 88  محمية محددة للأفيال .تحوي منازل البوتسوانا  في أفريقيا أكبر عدد من قطعان الفيلة الطليقة . [6] وهي الفيلة التي تتجول من غير حدود فقد قامت  الجمعية الخيرية العامة (أي دابليو بي) بدراسة تحركات الفيلة التي تعمل للحصول على دعم مجتمع محميات المتجمع المحلي وبالتالي يمكن للفيلة والبشر من التعايش.[7] 
المحميات الرئيسية للحياة البرية  
تم إنشاء العديد من المحميات الاصطناعية للحياة البرية والتي تشمل:
محمية باسيو بانتيرا (والتي تعرف أيضاً بمحمية أمريكا الوسطى البيولوجية أو باسيو ديل جاغور).
محمية جبال الهيمالايا الشرقية.
محمية النمر الروسي الصيني.
محمية نمر تينداي.
محمية الحزام الأخضر الأوروبية.
تقوم محمية سيجو ريواك الواقعة  في منطقة غارو هيلز في دولة الهند بحماية تعداد سكاني مهم من الفيلة (ويعتقد أنه ما يقارب 20% من  جميع الفيلة التي تعيش في الدولة). يربط مشروع هذه المحمية معاً كلاً من محمية سيجو للحياة البرية وغابة ريواك الاحتياطية  في ولاية ميغالايا  القريبة من حدود دولتي الهند وبنقلادش . تقع هذه المنطقة في مكان التقاء سلسلة جبال الهيمالايا وشبة الجزيرة الهندية وتحتوي على الأقل 139 نوع أخر من الثديات وتشمل النمر والنمر المرقط ودب جبال الهيمالايا الأسود. والشبكة البيئية هي عبارة عن شبكة من المحميات والمساكن الطبيعية للحياة البرية في  دولة هولندا [9]. 
التقييم 
تعتبر بعض أنواع الحيوانات أكثر عرضاً  لإستخدام محميات المسكن الطبيعي من غيرها وذلك اعتماداً على ماهية هجرتهم وأنماط تزاوجهم. وعلى سبيل المثال تم رصد العديد من حالات الطيور والفراشات التي استخدمت المحميات بنجاح. أما الثديات كالغزلان فقد كانت قصصها أقل نجاحاً. تعتمد مدى فعالية المحمية على ماهية الأنواع المخصصة لها (توسكبري 2002). قد تكون المحميات التي تم إنشاؤها  مع أخذ الطيور بعين الاعتبار أكثر نجاحاً  لأن الطيور تعتبر مهاجرة للغاية ليتم البدأ بها.
يعد تدخل البشر أمراً لابد منه مع تزايد السكان السريع. ويظهر الهدف خلف إنشاء المحميات الطبيعية معظم الأمل لحل تجزئة المسكن الطبيعي وإحياء التنوع البيولجي قدر الإمكان. وعلى الرغم من وجود العديد من الإيجابيات والسلبيات قد يوجد هناك مايكفي من الإيجابيات لمواصلة دراسة المحميات وتطويرها. إنه من الصعب حقاً القول ما إذا كانت المحميات هي الحل لزيادة التنوع البيولجي لأنه يجب أن يتم الحكم على كل واحده بمفردها. فكل محمية لها مجوعة معايير وأهداف خاصة بها والتي قد تميزها عن بعضها البعض. 
السلبيات 
خيبة الأمل الكبرى للمحميات الطبيعية هي أنها لم يتم جمع الكثير من المعلومات عن نجاحاتها. ونظراً لعدم وجود بيانات إيجابية لن تسمح الكثير من الوكالات بإقامة المحميات لكونهم غير واثقين من فعاليتها. والمشكلة الآخرى المتعلقة بالمحميات هي كونها غير مفيده بقدر فائدة الحفاظ على الأرض لذلك لايمكن تجزأتها. إلا أنه  أصبح من الصعب جداً  تخصيص أراضي للمحميات الطبيعية عندما  تتنافس إصلاحات الطرق والصناعة والزحف العمراني من أجل الحصول على مساحة .
حتى وإن كانت المحميات قد أكشفت كحل فهذا لا يعني بالضرور أن الحيوانات ستقوم بإستخدامها. خاصاً في حالة الجسور فقد أظهر البحث أن الحيوانات تكره استخدامها  للوصول إلى بقايا منطقة أخرى من الأرض. فعادةً مايتم بناء الجسور على الطرق السريعة المزدحمة وتتردد الكثر من المخلوقات من الظهور أمام حركة السير باكملها. فكلما كثر إنشاء الطرق والمباني قلت المساحة المراد الحفاظ عليها.
تحتاج المحميات الطبيعية أن تكون مخصصة لأنواع معينة (ليس كل نوع من الحيوانات سيتمكن من استخدام كل نوع من المحميات) ويمكن أن تكون المحميات حواجز لبعض الأنواع. فعلى سبيل المثال قد تستخدم النباتات حافات الطريق كمحميات في حين أن بعض الثديات لن تتمكن من عبور الطرق للوصول إلى مسكن ملائم.
فعندما يتم تنفيذ المحمية فإن مظاهر التنمية تكون بالقرب منها في كثير من الأوقات مما يجعل بناء ممرات واسعة بما فيه الكفاية أمراً صعباً. عادةً ما تكون المساحة المتاحة للمحميات محدودة جداً لذلك لا يتم عادةً إضافة العوازل (روزنبيرغ 1997). فمن غير المنطقة العازلة تصبح المحميات عرضةً للعوامل الخارجية الضارة من شوارع المدينة وتطوير الضواحي والمنازل الريفية والغابات والأراضي الزراعية والحظائر.
ولسوء الحظ العامل الآخر الذي يحد من تنفيذ المحميات هو المال. ومع مثل هذه البيانات الغير مقنعة عن فعالية ربط الأراضي فإنه من الصعب الحصول على التمويل المناسب. فقد يسأل أولئك المسؤولون عن تصميم المحمية وإنشاؤها مثل هذه الأسئلة «ماذا لو أثرت المحمية على المخلوقات سلباً؟» و «ماذا لو أنها تساعد فعلاً في انتشار الأمرض أو الأحداث الكارثية؟». وعلاوةً على ذلك إنه من المحتمل أن لا تساعد المحميات فقط في تشتت الكائنات  الحية الأصلية بل المجتاحة أيضاً (بير & لوي 1998). فإذا إحتلت الكائنات المجتاحة المنطقة فإنها يمكن أن تهدد كائنات أخرى وقد يصل الأمر إلى حد الانقراض.
بالرغم من أنه تم اقتراح محميات الحياة البرية كحلول للتجزئة  الحاصلة لساكن المساكن الطبيعية والحياة البرية فهناك القليل من الأدلة على أنها مفيدة إلى حد كبير باعتبارها إستراتجية لحفظ التنوع البيولجي بأكمله في المناطق الغير متقدمة أو الأقل تقدمًاً مقارنة بحماية الإتصال كسمة بيئية ذات صلة. وبعبارة أخرى قد تكون المحميات فكرة  مفيدة لحفظ التخطيط أو المخططين إلا أن هذا المفهوم أقل وضوحاً لدى مخلوقات الحياة البرية أنفسهم. تتبع القليل من أنماط الحياة البرية «محميات» أو «روابط» محدده  بسهولة (على سبيل المثال، استخدام النموذج الحاسبوي) بدلاً من أن تتجول معظم المخلوقات وتتنقل بانتهازية خلال المناظر الطبيعية عن طريق سلوك حركي يومي وموسمي وانفصالي. قد تكون محميات الحياة البرية مفيدة في المناظر الطبيعية المتطورة جداً حيث يمكن تحديدها بسهولة كأخر مسكن طبيعي متبقي ومتاح.
الايجابيات
قد تكون محميات المسكن الطبيعي ضعيفة أمام عدد من التأثيرات الخاجية إلا أنها لازالت طريقة فعالة لزيادة التنوع البيولجي. فتساعد ممرات الأرض في حركة أنواع الحيوانات المختلفة وانتشار حبوب اللقاح والبذور والتي تعد ميزة إضافية لميزتها الأساسية (ام.2002). على سبيل المثال عندما تحمل الحشرات حبوب اللقاح أو تحمل الطيور البذور وتسافر إلى منطقة أخرى فإنه يتم  أيضاً نقل أنواع النباتات بفعالية.
أما الجانب الإيجابي الأخر للمحميات هو أنها تسمح لكل من الحيوانات والبشر للسكن تقريباً في نفس المناطق من الأرض وبالتالي يتعايشون حيث أن هذا لن يكون ممكناً بدون هذه المحميات. يمكن للحيوانات الكبيرة كالدببة أن تنجذب إلى المناطق السكنية بحثاً عن الطعام نظراً لعدم وجود موارد طبيعية بسبب تجزئة المسكن الطبيعي. فتوفر المحمية ممراً للدببة كي تبحث عن الطعام في أماكن أخرى وبالتالي لن تشكل تهديداً كبيراً على البشر.